# 迪格博伊
迪格博伊（Digboi Oil Town），是印度阿萨姆邦Tinsukia县的一个城镇。总人口16584（2001年）。

## 人口
该地2001年总人口16584人，其中男性8642人，女性7942人；0—6岁人口1641人，其中男859人，女782人；识字率81.66%，其中男性为84.30%，女性为78.80%。